# 庫珀 (伊利諾伊州)
庫珀（英語：Cooper）是位於美國伊利諾伊州塔茲韋爾縣的一個非建制地區。該地的面積和人口皆未知。

## 地理
庫珀的座標為40°39′37″N 89°24′15″W / 40.66028°N 89.40417°W，而該地的平均海拔高度為247米（即810英尺）。